# Demófilo Pedreira Rumbo
Cástor Demófilo Pedreira Rumbo (conocido como Nene) fue un guerrillero antifranquista gallego y activista político vinculado al PCE. Nació en Cortegada, Sarreaus, en la provincia de Orense, y su vida estuvo marcada por su lucha contra la dictadura franquista y su posterior exilio en Argentina y Chile.

## Trayectoria
Cástor Demófilo Pedreira Rumbo, conocido como "Nene", era hijo de Manuel Pedreira Pazos. En 1942, inició estudios de Medicina, durante los cuales se vinculó al PCE. Desde su posición en el ámbito médico, organizó una célula comunista clandestina en un sanatorio de La Coruña propiedad de un familiar, en donde colaboraba en la atención de guerrilleros heridos. En este contexto, participó en la operación de apendicitis de Evaristo Candelas Pérez, un conocido guerrillero antifranquista. Esta actividad atrajo la atención de las autoridades franquistas y aumentó la vigilancia sobre él.
Atemorizado por la posibilidad de ser arrestado por la Guardia Civil, en agosto de 1942 decidió huir al monte e integrarse en el Grupo Neira, una partida de guerrilleros antifranquistas que operaba en la región. En este grupo, Cástor asumió la responsabilidad de la formación política de los integrantes y, posteriormente, fue nombrado jefe de los oficiales de enlace en las áreas de La Coruña y Ferrol. Sin embargo, hacia finales de 1942, la persecución de las autoridades franquistas se intensificó, y Cástor logró escapar a Buenos Aires, exiliándose en Argentina.
Durante su exilio en Argentina, Cástor Demófilo continuó su desarrollo profesional y estudió ingeniería, especializándose en los sectores de pesca y conserva. Trabajó extensamente en estas áreas, contribuyendo a la industria pesquera del país. Contrajo matrimonio con Irene Carratalá Crespo, con quien formó una familia. En 1978, tras el fin del Proceso de Reorganización Nacional en Argentina, decidió regresar a Galicia con el propósito de establecerse y trabajar en el sector pesquero de las Rías Bajas. Sin embargo, al no encontrar oportunidades de trabajo en Galicia, aceptó una oferta para dirigir la filial de la empresa Dalcahue en Chiloé, Chile, donde se estableció definitivamente.